# Кубок России по кёрлингу среди смешанных пар 2018
Кубок России по кёрлингу среди смешанных пар 2018 проводился с 27 августа по 2 сентября 2018 года в городе Сочи на арене «Ледяной куб». Турнир проводился в 11-й раз.
В турнире принимало участие 20 команд (одна из них вне зачёта).
Обладателями Кубка стала команда «Зекурион-Москвич» (Алина Биктимирова / Тимур Гаджиханов), победившая в финале команду «Московская область 1» (Дарья Стёксова / Михаил Васьков). Бронзовые медали выиграла команда «Санкт-Петербург 1» (Ольга Антонова / Пётр Дрон).

## Формат соревнований
Команды разбиваются на 4 группы (A, B, C, D) по 5 команд, где играют друг с другом по круговой системе в один круг. На групповом этапе командам начисляются очки: за победу — 2 очка, за поражение — 1 очко, за неявку (техническое поражение) — 0 очков. Затем 8 команд, занявшие в группах 1-е и 2-е места, выходят в плей-офф, где играют по олимпийской системе. Сначала команды встречаются в четвертьфиналах; затем победители четвертьфиналов встречаются в полуфиналах; победители полуфиналов в финале разыгрывают 1-е и 2-е места, проигравшие в полуфиналах разыгрывают между собой 3-е и 4-е места. В итоговой классификации команды, не вышедшие в плей-офф, ранжируются по месту, занятому в группе, а между командами, занявшими одинаковые места, по результату тестовых бросков в дом (ТБД, англ. Draw Shot Challenge, DSC, в сантиметрах, команда с меньшим результатом занимает более высокое место).

## Команды
|          | Команда                        | Женщина           | Мужчина            |
| -------- | ------------------------------ | ----------------- | ------------------ |
| Группа A |                                |                   |                    |
| A1       | Санкт-Петербург 3              | Алина Ковалёва    | Александр Быстров  |
| A2       | Краснодарский край 4 (Сочи)    | Ирина Полетаева   | Егор Волков        |
| A3       | Краснодарский край 1 (Сочи)    | Анастасия Эксузян | Альберт Топчян     |
| A4       | Санкт-Петербург 6              | Ирина Низовцева   | Аркадий Татарников |
| A5       | Комсомолл 1 (Иркутск)          | Нина Поликарпова  | Артём Каретников   |
| Группа B |                                |                   |                    |
| B1       | Московская область 2 (Дмитров) | Влада Румянцева   | Пётр Кузнецов      |
| B2       | Санкт-Петербург 1              | Ольга Антонова    | Пётр Дрон          |
| B3       | Санкт-Петербург 2              | Мария Дроздова    | Пантелеймон Лаппо  |
| B4       | ТиЛайн (Москва) (вне зачёта)   | Марина Васильева  | Андрей Шлойдо      |
| B5       | Самарская область 1            | Полина Богатова   | Данила Сазонов     |
| Группа C |                                |                   |                    |
| C1       | Краснодарский край 2 (Сочи)    | Мария Игнатенко   | Сергей Глухов      |
| C2       | Санкт-Петербург 5              | Ульяна Васильева  | Никита Игнатков    |
| C3       | Санкт-Петербург 4              | Диана Маргарян    | Сергей Морозов     |
| C4       | Зекурион-Москвич (Москва)      | Алина Биктимирова | Тимур Гаджиханов   |
| C5       | Краснодарский край 3 (Сочи)    | Софья Ткач        | Арсений Мешкович   |
| Группа D |                                |                   |                    |
| D1       | Татарстан                      | Анастасия Сушкова | Камиль Каримов     |
| D2       | Комсомолл 2 (Иркутск)          | Елизавета Трухина | Андрей Дудов       |
| D3       | Московская область 2 (Дмитров) | Дарья Стёксова    | Михаил Васьков     |
| D4       | Комсомолл 3 (Иркутск)          | Валерия Денисенко | Николай Лысаков    |
| D5       | Самарская область 2            | Софья Богатова    | Илья Мензелеев     |

## Результаты соревнований
Время начала матчей указано по московскому времени (UTC+3).

### Групповой этап

#### Группа A
|    | Команда                                    | А1   | А2   | А3    | А4    | А5   | В | П | О | ТБД, см | Место |
| -- | ------------------------------------------ | ---- | ---- | ----- | ----- | ---- | - | - | - | ------- | ----- |
| А1 | Санкт-Петербург 3 (Ковалёва / Быстров)     | *    | 10:2 | 9:4   | 9:5   | 10:2 | 4 | 0 | 8 | 52,89   | 1     |
| А2 | Краснодарский край 4 (Полетаева / Волков)  | 2:10 | *    | 7:6   | 5:9   | 9:7  | 2 | 2 | 6 | 118,80  | 3     |
| А3 | Краснодарский край 1 (Эксузян / Топчян)    | 4:9  | 6:7  | *     | 10:12 | 5:7  | 0 | 4 | 4 | 110,30  | 5     |
| А4 | Санкт-Петербург 6 (Низовцева / Татарников) | 5:9  | 9:5  | 12:10 | *     | 7:6  | 3 | 1 | 7 | 68,53   | 2     |
| А5 | Комсомолл 1 (Поликарпова / Каретников)     | 2:10 | 7:9  | 7:5   | 6:7   | *    | 1 | 3 | 5 | 58,04   | 4     |

#### Группа B
|    | Команда                                         | B1   | B2   | B3  | B4 | B5  | В | П | О | ТБД, см | Место |
| -- | ----------------------------------------------- | ---- | ---- | --- | -- | --- | - | - | - | ------- | ----- |
| B1 | Московская область 2 (Румянцева / Кузнецов)     | *    | 3:10 | 8:5 |    | 9:2 | 2 | 1 | 5 | 78,23   | 2     |
| B2 | Санкт-Петербург 1 (Антонова / Дрон)             | 10:3 | *    | 6:5 |    | 7:2 | 3 | 0 | 6 | 61,19   | 1     |
| B3 | Санкт-Петербург 2 (Дроздова / Лаппо)            | 5:8  | 5:6  | *   |    | 6:4 | 1 | 2 | 4 | 100,80  | 3     |
| B4 | ТиЛайн Москва (вне зачёта) (Васильева / Шлойдо) |      |      |     | *  |     |   |   |   |         | .     |
| B5 | Самарская область 1 (П. Богатова / Сазонов)     | 2:9  | 2:7  | 4:6 |    | *   | 0 | 3 | 3 | 75,90   | 4     |

#### Группа C
|    | Команда                                     | C1   | C2  | C3  | C4   | C5  | В | П | О | ТБД, см | Место |
| -- | ------------------------------------------- | ---- | --- | --- | ---- | --- | - | - | - | ------- | ----- |
| C1 | Краснодарский край 2 (Игнатенко / Глухов)   | *    | 8:6 | 9:4 | 3:11 | 8:1 | 3 | 1 | 7 | 104,29  | 2     |
| C2 | Санкт-Петербург 5 (Васильева / Игнатков)    | 6:8  | *   | 6:8 | 4:9  | 6:3 | 1 | 3 | 5 | 57,89   | 4     |
| C3 | Санкт-Петербург 4 (Маргарян / Морозов)      | 4:9  | 8:6 | *   | 3:6  | 8:2 | 2 | 2 | 6 | 98,49   | 3     |
| C4 | Зекурион-Москвич (Биктимирова / Гаджиханов) | 11:3 | 9:4 | 6:3 | *    | 8:3 | 4 | 0 | 8 | 52,50   | 1     |
| C5 | Краснодарский край 3 (Ткач / Мешкович)      | 1:8  | 3:6 | 2:8 | 3:8  | *   | 0 | 4 | 4 | 127,74  | 5     |

#### Группа D
|    | Команда                                       | D1   | D2  | D3   | D4   | D5   | В | П | О | ТБД, см | Место |
| -- | --------------------------------------------- | ---- | --- | ---- | ---- | ---- | - | - | - | ------- | ----- |
| D1 | Татарстан (Сушкова / Каримов)                 | *    | 2:7 | 3:10 | 9:10 | W    | 1 | 3 | 5 | 109,19  | 4     |
| D2 | Комсомолл 2 (Трухина / Дудов)                 | 7:2  | *   | 6:8  | 6:5  | W    | 3 | 1 | 7 | 75,01   | 2     |
| D3 | Московская область 1 (Стёксова / Васьков)     | 10:3 | 8:6 | *    | 8:6  | 12:1 | 4 | 0 | 8 | 43,41   | 1     |
| D4 | Комсомолл 3 (Денисенко / Лысаков)             | 10:9 | 5:6 | 6:8  | *    | 13:3 | 2 | 2 | 6 | 93,37   | 3     |
| D5 | Самарская область 2 (С. Богатова / Мензелеев) | L    | L   | 1:12 | 3:13 | *    | 0 | 4 | 2 | 116,89  | 5     |

     Проходят в плей-офф
«W» — техническая победа, «L» — техническое поражение

### Плей-офф
|  | Четвертьфинал | Четвертьфинал                               | Четвертьфинал                               | Четвертьфинал                               | Четвертьфинал                               | Четвертьфинал                               | Четвертьфинал                               | Четвертьфинал                               | Четвертьфинал                               | Четвертьфинал                               |                                             |                                             | Полуфинал                                   | Полуфинал                                   | Полуфинал                                   | Полуфинал                                   | Полуфинал                                   | Полуфинал                                   | Полуфинал                                   | Полуфинал            | Полуфинал            | Полуфинал            |                                             |                                             | Финал                                       | Финал                                       | Финал                                       | Финал                                       | Финал                                       | Финал                                       | Финал                                       | Финал                                       | Финал                                       | Финал |
|  |               |                                             |                                             |                                             |                                             |                                             |                                             |                                             |                                             |                                             |                                             |                                             |                                             |                                             |                                             |                                             |                                             |                                             |                                             |                      |                      |                      |                                             |                                             |                                             |                                             |                                             |                                             |                                             |                                             |                                             |                                             |                                             |       |
|  | A(1)          | Санкт-Петербург 3 (Ковалёва / Быстров)      | Санкт-Петербург 3 (Ковалёва / Быстров)      | Санкт-Петербург 3 (Ковалёва / Быстров)      | Санкт-Петербург 3 (Ковалёва / Быстров)      | Санкт-Петербург 3 (Ковалёва / Быстров)      | Санкт-Петербург 3 (Ковалёва / Быстров)      | Санкт-Петербург 3 (Ковалёва / Быстров)      | Санкт-Петербург 3 (Ковалёва / Быстров)      | 5                                           |                                             |                                             |                                             |                                             |                                             |                                             |                                             |                                             |                                             |                      |                      |                      |                                             |                                             |                                             |                                             |                                             |                                             |                                             |                                             |                                             |                                             |                                             |       |
|  | A(1)          | Санкт-Петербург 3 (Ковалёва / Быстров)      | Санкт-Петербург 3 (Ковалёва / Быстров)      | Санкт-Петербург 3 (Ковалёва / Быстров)      | Санкт-Петербург 3 (Ковалёва / Быстров)      | Санкт-Петербург 3 (Ковалёва / Быстров)      | Санкт-Петербург 3 (Ковалёва / Быстров)      | Санкт-Петербург 3 (Ковалёва / Быстров)      | Санкт-Петербург 3 (Ковалёва / Быстров)      | 5                                           |                                             |                                             |                                             |                                             |                                             |                                             |                                             |                                             |                                             |                      |                      |                      |                                             |                                             |                                             |                                             |                                             |                                             |                                             |                                             |                                             |                                             |                                             |       |
|  | B(2)          | Московская область 2 (Румянцева / Кузнецов) | Московская область 2 (Румянцева / Кузнецов) | Московская область 2 (Румянцева / Кузнецов) | Московская область 2 (Румянцева / Кузнецов) | Московская область 2 (Румянцева / Кузнецов) | Московская область 2 (Румянцева / Кузнецов) | Московская область 2 (Румянцева / Кузнецов) | Московская область 2 (Румянцева / Кузнецов) | 8                                           |                                             |                                             |                                             |                                             |                                             |                                             |                                             |                                             |                                             |                      |                      |                      |                                             |                                             |                                             |                                             |                                             |                                             |                                             |                                             |                                             |                                             |                                             |       |
|  | B(2)          | Московская область 2 (Румянцева / Кузнецов) | Московская область 2 (Румянцева / Кузнецов) | Московская область 2 (Румянцева / Кузнецов) | Московская область 2 (Румянцева / Кузнецов) | Московская область 2 (Румянцева / Кузнецов) | Московская область 2 (Румянцева / Кузнецов) | Московская область 2 (Румянцева / Кузнецов) | Московская область 2 (Румянцева / Кузнецов) | 8                                           | Московская область 2 (Румянцева / Кузнецов) | Московская область 2 (Румянцева / Кузнецов) | Московская область 2 (Румянцева / Кузнецов) | Московская область 2 (Румянцева / Кузнецов) | Московская область 2 (Румянцева / Кузнецов) | Московская область 2 (Румянцева / Кузнецов) | Московская область 2 (Румянцева / Кузнецов) | Московская область 2 (Румянцева / Кузнецов) | Московская область 2 (Румянцева / Кузнецов) | 7                    |                      |                      |                                             |                                             |                                             |                                             |                                             |                                             |                                             |                                             |                                             |                                             |                                             |       |
|  |               |                                             |                                             |                                             |                                             |                                             |                                             |                                             |                                             |                                             | Московская область 2 (Румянцева / Кузнецов) | Московская область 2 (Румянцева / Кузнецов) | Московская область 2 (Румянцева / Кузнецов) | Московская область 2 (Румянцева / Кузнецов) | Московская область 2 (Румянцева / Кузнецов) | Московская область 2 (Румянцева / Кузнецов) | Московская область 2 (Румянцева / Кузнецов) | Московская область 2 (Румянцева / Кузнецов) | Московская область 2 (Румянцева / Кузнецов) | 7                    |                      |                      |                                             |                                             |                                             |                                             |                                             |                                             |                                             |                                             |                                             |                                             |                                             |       |
|  |               |                                             | Зекурион-Москвич (Биктимирова / Гаджиханов) | Зекурион-Москвич (Биктимирова / Гаджиханов) | Зекурион-Москвич (Биктимирова / Гаджиханов) | Зекурион-Москвич (Биктимирова / Гаджиханов) | Зекурион-Москвич (Биктимирова / Гаджиханов) | Зекурион-Москвич (Биктимирова / Гаджиханов) | Зекурион-Москвич (Биктимирова / Гаджиханов) | Зекурион-Москвич (Биктимирова / Гаджиханов) | Зекурион-Москвич (Биктимирова / Гаджиханов) | 9                                           |                                             |                                             |                                             |                                             |                                             |                                             |                                             |                      |                      |                      |                                             |                                             |                                             |                                             |                                             |                                             |                                             |                                             |                                             |                                             |                                             |       |
|  | C(1)          | Зекурион-Москвич (Биктимирова / Гаджиханов) | Зекурион-Москвич (Биктимирова / Гаджиханов) | Зекурион-Москвич (Биктимирова / Гаджиханов) | Зекурион-Москвич (Биктимирова / Гаджиханов) | Зекурион-Москвич (Биктимирова / Гаджиханов) | Зекурион-Москвич (Биктимирова / Гаджиханов) | Зекурион-Москвич (Биктимирова / Гаджиханов) | Зекурион-Москвич (Биктимирова / Гаджиханов) | Зекурион-Москвич (Биктимирова / Гаджиханов) | Зекурион-Москвич (Биктимирова / Гаджиханов) | 9                                           | 11                                          |                                             |                                             |                                             |                                             |                                             |                                             |                      |                      |                      |                                             |                                             |                                             |                                             |                                             |                                             |                                             |                                             |                                             |                                             |                                             |       |
|  | C(1)          | Зекурион-Москвич (Биктимирова / Гаджиханов) | Зекурион-Москвич (Биктимирова / Гаджиханов) | Зекурион-Москвич (Биктимирова / Гаджиханов) | Зекурион-Москвич (Биктимирова / Гаджиханов) | Зекурион-Москвич (Биктимирова / Гаджиханов) | Зекурион-Москвич (Биктимирова / Гаджиханов) | Зекурион-Москвич (Биктимирова / Гаджиханов) | Зекурион-Москвич (Биктимирова / Гаджиханов) |                                             |                                             |                                             | 11                                          |                                             |                                             |                                             |                                             |                                             |                                             |                      |                      |                      |                                             |                                             |                                             |                                             |                                             |                                             |                                             |                                             |                                             |                                             |                                             |       |
|  | D(2)          | Комсомолл 2 (Трухина / Дудов)               | Комсомолл 2 (Трухина / Дудов)               | Комсомолл 2 (Трухина / Дудов)               | Комсомолл 2 (Трухина / Дудов)               | Комсомолл 2 (Трухина / Дудов)               | Комсомолл 2 (Трухина / Дудов)               | Комсомолл 2 (Трухина / Дудов)               | Комсомолл 2 (Трухина / Дудов)               | 4                                           |                                             |                                             |                                             |                                             |                                             |                                             |                                             |                                             |                                             |                      |                      |                      |                                             |                                             |                                             |                                             |                                             |                                             |                                             |                                             |                                             |                                             |                                             |       |
|  | D(2)          | Комсомолл 2 (Трухина / Дудов)               | Комсомолл 2 (Трухина / Дудов)               | Комсомолл 2 (Трухина / Дудов)               | Комсомолл 2 (Трухина / Дудов)               | Комсомолл 2 (Трухина / Дудов)               | Комсомолл 2 (Трухина / Дудов)               | Комсомолл 2 (Трухина / Дудов)               | Комсомолл 2 (Трухина / Дудов)               | 4                                           |                                             |                                             |                                             |                                             |                                             |                                             |                                             |                                             |                                             |                      |                      |                      | Зекурион-Москвич (Биктимирова / Гаджиханов) | Зекурион-Москвич (Биктимирова / Гаджиханов) | Зекурион-Москвич (Биктимирова / Гаджиханов) | Зекурион-Москвич (Биктимирова / Гаджиханов) | Зекурион-Москвич (Биктимирова / Гаджиханов) | Зекурион-Москвич (Биктимирова / Гаджиханов) | Зекурион-Москвич (Биктимирова / Гаджиханов) | Зекурион-Москвич (Биктимирова / Гаджиханов) | Зекурион-Москвич (Биктимирова / Гаджиханов) | 8                                           |                                             |       |
|  |               |                                             |                                             |                                             |                                             |                                             |                                             |                                             |                                             |                                             |                                             |                                             |                                             |                                             |                                             |                                             |                                             |                                             |                                             |                      |                      |                      | Зекурион-Москвич (Биктимирова / Гаджиханов) | Зекурион-Москвич (Биктимирова / Гаджиханов) | Зекурион-Москвич (Биктимирова / Гаджиханов) | Зекурион-Москвич (Биктимирова / Гаджиханов) | Зекурион-Москвич (Биктимирова / Гаджиханов) | Зекурион-Москвич (Биктимирова / Гаджиханов) | Зекурион-Москвич (Биктимирова / Гаджиханов) | Зекурион-Москвич (Биктимирова / Гаджиханов) | Зекурион-Москвич (Биктимирова / Гаджиханов) | 8                                           |                                             |       |
|  |               |                                             | Московская область 1 (Стёксова / Васьков)   | Московская область 1 (Стёксова / Васьков)   | Московская область 1 (Стёксова / Васьков)   | Московская область 1 (Стёксова / Васьков)   | Московская область 1 (Стёксова / Васьков)   | Московская область 1 (Стёксова / Васьков)   | Московская область 1 (Стёксова / Васьков)   | Московская область 1 (Стёксова / Васьков)   | Московская область 1 (Стёксова / Васьков)   | 4                                           |                                             |                                             |                                             |                                             |                                             |                                             |                                             |                      |                      |                      |                                             |                                             |                                             |                                             |                                             |                                             |                                             |                                             |                                             |                                             |                                             |       |
|  | D(1)          | Московская область 1 (Стёксова / Васьков)   | Московская область 1 (Стёксова / Васьков)   | Московская область 1 (Стёксова / Васьков)   | Московская область 1 (Стёксова / Васьков)   | Московская область 1 (Стёксова / Васьков)   | Московская область 1 (Стёксова / Васьков)   | Московская область 1 (Стёксова / Васьков)   | Московская область 1 (Стёксова / Васьков)   | Московская область 1 (Стёксова / Васьков)   | Московская область 1 (Стёксова / Васьков)   | 4                                           | 13                                          |                                             |                                             |                                             |                                             |                                             |                                             |                      |                      |                      |                                             |                                             |                                             |                                             |                                             |                                             |                                             |                                             |                                             |                                             |                                             |       |
|  | D(1)          | Московская область 1 (Стёксова / Васьков)   | Московская область 1 (Стёксова / Васьков)   | Московская область 1 (Стёксова / Васьков)   | Московская область 1 (Стёксова / Васьков)   | Московская область 1 (Стёксова / Васьков)   | Московская область 1 (Стёксова / Васьков)   | Московская область 1 (Стёксова / Васьков)   | Московская область 1 (Стёксова / Васьков)   |                                             |                                             |                                             | 13                                          |                                             |                                             |                                             |                                             |                                             |                                             |                      |                      |                      |                                             |                                             |                                             |                                             |                                             |                                             |                                             |                                             |                                             |                                             |                                             |       |
|  | C(2)          | Краснодарский край 2 (Игнатенко / Глухов)   | Краснодарский край 2 (Игнатенко / Глухов)   | Краснодарский край 2 (Игнатенко / Глухов)   | Краснодарский край 2 (Игнатенко / Глухов)   | Краснодарский край 2 (Игнатенко / Глухов)   | Краснодарский край 2 (Игнатенко / Глухов)   | Краснодарский край 2 (Игнатенко / Глухов)   | Краснодарский край 2 (Игнатенко / Глухов)   | 1                                           |                                             |                                             |                                             |                                             |                                             |                                             |                                             |                                             |                                             |                      |                      |                      |                                             |                                             |                                             |                                             |                                             |                                             |                                             |                                             |                                             |                                             |                                             |       |
|  | C(2)          | Краснодарский край 2 (Игнатенко / Глухов)   | Краснодарский край 2 (Игнатенко / Глухов)   | Краснодарский край 2 (Игнатенко / Глухов)   | Краснодарский край 2 (Игнатенко / Глухов)   | Краснодарский край 2 (Игнатенко / Глухов)   | Краснодарский край 2 (Игнатенко / Глухов)   | Краснодарский край 2 (Игнатенко / Глухов)   | Краснодарский край 2 (Игнатенко / Глухов)   | 1                                           | Московская область 1 (Стёксова / Васьков)   | Московская область 1 (Стёксова / Васьков)   | Московская область 1 (Стёксова / Васьков)   | Московская область 1 (Стёксова / Васьков)   | Московская область 1 (Стёксова / Васьков)   | Московская область 1 (Стёксова / Васьков)   | Московская область 1 (Стёксова / Васьков)   | Московская область 1 (Стёксова / Васьков)   | Московская область 1 (Стёксова / Васьков)   | 12                   |                      |                      |                                             |                                             |                                             |                                             |                                             |                                             |                                             |                                             |                                             |                                             |                                             |       |
|  |               |                                             |                                             |                                             |                                             |                                             |                                             |                                             |                                             |                                             | Московская область 1 (Стёксова / Васьков)   | Московская область 1 (Стёксова / Васьков)   | Московская область 1 (Стёксова / Васьков)   | Московская область 1 (Стёксова / Васьков)   | Московская область 1 (Стёксова / Васьков)   | Московская область 1 (Стёксова / Васьков)   | Московская область 1 (Стёксова / Васьков)   | Московская область 1 (Стёксова / Васьков)   | Московская область 1 (Стёксова / Васьков)   | 12                   |                      |                      |                                             |                                             |                                             |                                             |                                             |                                             |                                             |                                             |                                             |                                             |                                             |       |
|  |               |                                             | Санкт-Петербург 1 (Антонова / Дрон)         | Санкт-Петербург 1 (Антонова / Дрон)         | Санкт-Петербург 1 (Антонова / Дрон)         | Санкт-Петербург 1 (Антонова / Дрон)         | Санкт-Петербург 1 (Антонова / Дрон)         | Санкт-Петербург 1 (Антонова / Дрон)         | Санкт-Петербург 1 (Антонова / Дрон)         | Санкт-Петербург 1 (Антонова / Дрон)         | Санкт-Петербург 1 (Антонова / Дрон)         | 4                                           |                                             |                                             |                                             |                                             |                                             |                                             |                                             |                      |                      |                      |                                             |                                             |                                             |                                             |                                             |                                             |                                             |                                             |                                             |                                             |                                             |       |
|  | B(1)          | Санкт-Петербург 1 (Антонова / Дрон)         | Санкт-Петербург 1 (Антонова / Дрон)         | Санкт-Петербург 1 (Антонова / Дрон)         | Санкт-Петербург 1 (Антонова / Дрон)         | Санкт-Петербург 1 (Антонова / Дрон)         | Санкт-Петербург 1 (Антонова / Дрон)         | Санкт-Петербург 1 (Антонова / Дрон)         | Санкт-Петербург 1 (Антонова / Дрон)         | Санкт-Петербург 1 (Антонова / Дрон)         | Санкт-Петербург 1 (Антонова / Дрон)         | 4                                           | 7                                           |                                             |                                             | Матч за третье место                        | Матч за третье место                        | Матч за третье место                        | Матч за третье место                        | Матч за третье место | Матч за третье место | Матч за третье место | Матч за третье место                        | Матч за третье место                        | Матч за третье место                        |                                             |                                             |                                             |                                             |                                             |                                             |                                             |                                             |       |
|  | B(1)          | Санкт-Петербург 1 (Антонова / Дрон)         | Санкт-Петербург 1 (Антонова / Дрон)         | Санкт-Петербург 1 (Антонова / Дрон)         | Санкт-Петербург 1 (Антонова / Дрон)         | Санкт-Петербург 1 (Антонова / Дрон)         | Санкт-Петербург 1 (Антонова / Дрон)         | Санкт-Петербург 1 (Антонова / Дрон)         | Санкт-Петербург 1 (Антонова / Дрон)         |                                             |                                             |                                             | 7                                           |                                             |                                             | Матч за третье место                        | Матч за третье место                        | Матч за третье место                        | Матч за третье место                        | Матч за третье место | Матч за третье место | Матч за третье место | Матч за третье место                        | Матч за третье место                        | Матч за третье место                        |                                             |                                             |                                             |                                             |                                             |                                             |                                             |                                             |       |
|  | A(2)          | Санкт-Петербург 6 (Низовцева / Татарников)  | Санкт-Петербург 6 (Низовцева / Татарников)  | Санкт-Петербург 6 (Низовцева / Татарников)  | Санкт-Петербург 6 (Низовцева / Татарников)  | Санкт-Петербург 6 (Низовцева / Татарников)  | Санкт-Петербург 6 (Низовцева / Татарников)  | Санкт-Петербург 6 (Низовцева / Татарников)  | Санкт-Петербург 6 (Низовцева / Татарников)  | 1                                           |                                             |                                             |                                             |                                             |                                             |                                             |                                             |                                             |                                             |                      |                      |                      |                                             |                                             |                                             |                                             |                                             |                                             |                                             |                                             |                                             |                                             |                                             |       |
|  | A(2)          | Санкт-Петербург 6 (Низовцева / Татарников)  | Санкт-Петербург 6 (Низовцева / Татарников)  | Санкт-Петербург 6 (Низовцева / Татарников)  | Санкт-Петербург 6 (Низовцева / Татарников)  | Санкт-Петербург 6 (Низовцева / Татарников)  | Санкт-Петербург 6 (Низовцева / Татарников)  | Санкт-Петербург 6 (Низовцева / Татарников)  | Санкт-Петербург 6 (Низовцева / Татарников)  | 1                                           |                                             |                                             |                                             |                                             |                                             |                                             |                                             |                                             |                                             |                      |                      |                      |                                             |                                             |                                             |                                             |                                             |                                             |                                             |                                             |                                             |                                             |                                             |       |
|  |               |                                             |                                             |                                             |                                             |                                             |                                             |                                             |                                             |                                             |                                             |                                             |                                             |                                             |                                             |                                             |                                             |                                             |                                             |                      |                      |                      |                                             |                                             | Московская область 2 (Румянцева / Кузнецов) | Московская область 2 (Румянцева / Кузнецов) | Московская область 2 (Румянцева / Кузнецов) | Московская область 2 (Румянцева / Кузнецов) | Московская область 2 (Румянцева / Кузнецов) | Московская область 2 (Румянцева / Кузнецов) | Московская область 2 (Румянцева / Кузнецов) | Московская область 2 (Румянцева / Кузнецов) | Московская область 2 (Румянцева / Кузнецов) | 8     |
|  |               |                                             |                                             |                                             |                                             |                                             |                                             |                                             |                                             |                                             |                                             |                                             |                                             |                                             |                                             |                                             |                                             |                                             |                                             |                      |                      |                      |                                             |                                             | Московская область 2 (Румянцева / Кузнецов) | Московская область 2 (Румянцева / Кузнецов) | Московская область 2 (Румянцева / Кузнецов) | Московская область 2 (Румянцева / Кузнецов) | Московская область 2 (Румянцева / Кузнецов) | Московская область 2 (Румянцева / Кузнецов) | Московская область 2 (Румянцева / Кузнецов) | Московская область 2 (Румянцева / Кузнецов) | Московская область 2 (Румянцева / Кузнецов) | 8     |
|  |               |                                             |                                             |                                             |                                             |                                             |                                             |                                             |                                             |                                             |                                             |                                             |                                             |                                             |                                             |                                             |                                             |                                             |                                             |                      |                      |                      |                                             |                                             | Санкт-Петербург 1 (Антонова / Дрон)         | Санкт-Петербург 1 (Антонова / Дрон)         | Санкт-Петербург 1 (Антонова / Дрон)         | Санкт-Петербург 1 (Антонова / Дрон)         | Санкт-Петербург 1 (Антонова / Дрон)         | Санкт-Петербург 1 (Антонова / Дрон)         | Санкт-Петербург 1 (Антонова / Дрон)         | Санкт-Петербург 1 (Антонова / Дрон)         | Санкт-Петербург 1 (Антонова / Дрон)         | 11    |
|  |               |                                             |                                             |                                             |                                             |                                             |                                             |                                             |                                             |                                             |                                             |                                             |                                             |                                             |                                             |                                             |                                             |                                             |                                             |                      |                      |                      |                                             |                                             | Санкт-Петербург 1 (Антонова / Дрон)         | Санкт-Петербург 1 (Антонова / Дрон)         | Санкт-Петербург 1 (Антонова / Дрон)         | Санкт-Петербург 1 (Антонова / Дрон)         | Санкт-Петербург 1 (Антонова / Дрон)         | Санкт-Петербург 1 (Антонова / Дрон)         | Санкт-Петербург 1 (Антонова / Дрон)         | Санкт-Петербург 1 (Антонова / Дрон)         | Санкт-Петербург 1 (Антонова / Дрон)         | 11    |

«PP» — «пауэр плэй», см. :en:Power play
Четвертьфиналы. 31 августа, 17:30
| Площадка A                                  | 1 | 2 | 3 | 4 | 5 | 6 | 7      | 8      | Всего |
| Московская область 2 (Румянцева / Кузнецов) | 1 | 0 | 4 | 0 | 0 | 3 | 0      | X (PP) | 8     |
| Санкт-Петербург 3 (Ковалёва / Быстров)      | 0 | 1 | 0 | 1 | 2 | 0 | 1 (PP) | X      | 5     |

| Площадка B                                  | 1 | 2 | 3 | 4 | 5      | 6 | 7 | 8 | Всего |
| Зекурион-Москвич (Биктимирова / Гаджиханов) | 2 | 0 | 4 | 2 | 0      | 1 | 2 | X | 11    |
| Комсомолл 2 (Трухина / Дудов)               | 0 | 3 | 0 | 0 | 1 (PP) | 0 | 0 | X | 4     |

| Площадка C                                | 1 | 2 | 3 | 4 | 5 | 6 | 7      | 8 | Всего |
| Краснодарский край 2 (Игнатенко / Глухов) | 0 | 1 | 0 | 1 | 1 | 0 | 0 (PP) | X | 3     |
| Московская область 1 (Стёксова / Васьков) | 3 | 0 | 3 | 0 | 0 | 3 | 4      | X | 13    |

| Площадка D                                 | 1 | 2 | 3 | 4 | 5      | 6 | 7 | 8 | Всего |
| Санкт-Петербург 1 (Антонова / Дрон)        | 2 | 2 | 1 | 1 | 1      | 0 | X | X | 7     |
| Санкт-Петербург 6 (Низовцева / Татарников) | 0 | 0 | 0 | 0 | 0 (PP) | 1 | X | X | 1     |

Полуфиналы. 1 сентября, 9:00
| Площадка A                                | 1 | 2 | 3      | 4 | 5 | 6 | 7      | 8 | Всего |
| Московская область 1 (Стёксова / Васьков) | 2 | 2 | 0      | 3 | 3 | 0 | 2 (PP) | X | 12    |
| Санкт-Петербург 1 (Антонова / Дрон)       | 0 | 0 | 2 (PP) | 0 | 0 | 2 | 0      | X | 4     |

| Площадка D                                  | 1 | 2 | 3 | 4      | 5 | 6 | 7 | 8      | Всего |
| Зекурион-Москвич (Биктимирова / Гаджиханов) | 5 | 0 | 3 | 1      | 0 | 0 | 0 | X (PP) | 9     |
| Московская область 2 (Румянцева / Кузнецов) | 0 | 1 | 0 | 0 (PP) | 3 | 2 | 1 | X      | 7     |

Матч за 3-е место. 1 сентября, 13:00
| Площадка B                                  | 1 | 2 | 3 | 4 | 5 | 6 | 7 | 8      | Всего |
| Санкт-Петербург 1 (Антонова / Дрон)         | 2 | 1 | 0 | 2 | 0 | 5 | 0 | 1 (PP) | 11    |
| Московская область 2 (Румянцева / Кузнецов) | 0 | 0 | 1 | 0 | 4 | 0 | 3 | 0      | 8     |

Финал. 1 сентября, 13:00
| Площадка C                                  | 1 | 2 | 3 | 4 | 5 | 6 | 7      | 8      | Всего |
| Московская область 1 (Стёксова / Васьков)   | 1 | 0 | 0 | 2 | 0 | 1 | 0      | 0 (PP) | 4     |
| Зекурион-Москвич (Биктимирова / Гаджиханов) | 0 | 1 | 2 | 0 | 1 | 0 | 2 (PP) | 2      | 8     |

### Итоговая классификация
| Место | Команда              | Женщина           | Мужчина            | И | В | П | МГ | ТБД, см |
| ----- | -------------------- | ----------------- | ------------------ | - | - | - | -- | ------- |
| 1     | Зекурион-Москвич     | Алина Биктимирова | Тимур Гаджиханов   | 7 | 7 | 0 | 1  | 52,50   |
| 2     | Московская область 1 | Дарья Стёксова    | Михаил Васьков     | 7 | 6 | 1 | 1  | 43,41   |
| 3     | Санкт-Петербург 1    | Ольга Антонова    | Пётр Дрон          | 6 | 5 | 1 | 1  | 61,19   |
| 4     | Московская область 2 | Влада Румянцева   | Пётр Кузнецов      | 6 | 3 | 3 | 2  | 78,23   |
| 5     | Санкт-Петербург 3    | Алина Ковалёва    | Александр Быстров  | 5 | 4 | 1 | 1  | 52,89   |
| 6     | Санкт-Петербург 6    | Ирина Низовцева   | Аркадий Татарников | 5 | 3 | 2 | 2  | 68,53   |
| 7     | Комсомолл 1          | Елизавета Трухина | Андрей Дудов       | 5 | 3 | 2 | 2  | 75,01   |
| 8     | Краснодарский край 2 | Мария Игнатенко   | Сергей Глухов      | 5 | 3 | 2 | 2  | 104,29  |
| 9     | Комсомолл 3          | Валерия Денисенко | Николай Лысаков    | 4 | 2 | 2 | 3  | 93,37   |
| 10    | Санкт-Петербург 4    | Диана Маргарян    | Сергей Морозов     | 4 | 2 | 2 | 3  | 98,49   |
| 11    | Санкт-Петербург 2    | Мария Дроздова    | Пантелеймон Лаппо  | 3 | 1 | 2 | 3  | 100,80  |
| 12    | Краснодарский край 4 | Ирина Полетаева   | Егор Волков        | 4 | 2 | 2 | 3  | 118,80  |
| 13    | Санкт-Петербург 5    | Ульяна Васильева  | Никита Игнатков    | 4 | 1 | 3 | 4  | 57,89   |
| 14    | Комсомолл 1          | Нина Поликарпова  | Артём Каретников   | 4 | 1 | 3 | 4  | 58,04   |
| 15    | Самарская область 1  | Полина Богатова   | Данила Сазонов     | 3 | 0 | 3 | 4  | 75,90   |
| 16    | Татарстан            | Анастасия Сушкова | Камиль Каримов     | 4 | 1 | 3 | 4  | 109,19  |
| 17    | Краснодарский край 1 | Анастасия Эксузян | Альберт Топчян     | 4 | 0 | 4 | 5  | 110,30  |
| 18    | Самарская область 2  | Софья Богатова    | Илья Мензелеев     | 4 | 0 | 4 | 5  | 116,89  |
| 19    | Краснодарский край 3 | Софья Ткач        | Арсений Мешкович   | 4 | 0 | 4 | 5  | 127,74  |
|       | ТиЛайн (вне зачёта)  | Марина Васильева  | Андрей Шлойдо      |   |   |   |    |         |